# 허버트 헤이우드
허버트 헤이우드(Herbert Heywood, 1881년 2월 1일 ~ 1964년 9월 15일)는 미국의 배우, 영화배우이다.
시카고에서 태어났으며 밴나이즈에서 사망하였다.

## 영화
- 더 뷰티풀 브론드 프럼 배쉬풀 벤드 (1949년)
- 스쿠다 후! 스쿠다 헤이! (1948년)
- 와이오밍의 푸른 초원 (1948년)
- 잔인한 힘 (1947년)
- 디스 타임 포 킵스 (1947년)
- 아이 원더 후즈 키싱 허 나우 (1947년)
- 애그 앤 아이 (1947년)
- 다이아몬드 호슈즈 (1945년)
- 어롱 케임 존스 (1945년)
- 미이라의 저주 (1944년)
- 캔트 헬프 싱잉 (1944년)
- 올웨이스 인 마이 하트 (1942년)
- 인 디스 아워 라이프 (1942년)
- 킹스 로우 (1942년)
- 철완 짐 (1942년)
- 그레이트 아메리칸 브로드캐스트 (1941년)
- 블루스 인 더 나잇 (1941년)
- 맨파워 (1941년)
- 요크 상사 (1941년)
- 영 피플 (1940년)
- 분노의 포도 (1940년)
- 수잔나 오브 더 마운티스 (1939년)
- 링컨 (1939년)
- 포효하는 20년대 (1939년)
- 싱 유 시너스 (1938년)
- 대뉴욕 (1938년)
- 과학자의 길 (1936년)
- 고 인투 유어 댄스 (1935년)